# Kuća i mauzolej Šime Ljubića
Kuća i mauzolej don Šime Ljubića u Starom Gradu nalaze se na jugozapadnom dijelu Starogradskog zaljeva (Starogruojčice), kod stare gradske luke. Kuća je sagrađena u klasicističkom stilu 1887., a okružena je perivojem u čijem se sjeverozapadnom dijelu nalazi mauzolej. Graditelj kuće i mauzoleja je bio akademikov prijatelj Nikola Račić (1859. – 1935.).
Mauzolej je izgrađen u periodu 1895. - 1896.. Radi se o oktogonalnoj građevini na uzdignutom terenu, zaštićenoj zelenilom i ograđenoj kamenim zidom. Do mauzoleja vode kamene stube sa sjeverozapada. Građen je kamenim klesancima obrađenim ručno „na martelinu“, koji su znatno oštećeni zbog „listanja“ kamena. Glavni ulaz u mauzolej je klasicističkog oblikovanja, naglašen nadvojem nad kojim je timpanon. Sačuvane su dvokrilne profilirane drvene vratnice iz vremena gradnje mauzoleja. Na sjevernom i južnom pročelju nalazi se po jedan prozor pravokutnog oblika, s profiliranim nadvojem. Profilirani kameni vijenci odvajaju zidana pročelja od ožbukane kupole s naglašenim poluoblim rebrima. U segmentima kupole ugrađeni su kameni profilirani luminari koji imaju otvore u obliku okulusa. Nad kupolom je kamena lanterna s kupolastim završetkom i akroterijem. Zidovi mauzoleja građeni su kao komponibilni, prema pročelju je zid građen od kamenih klesanaca, a u unutrašnjosti od opeke. Unutrašnjost je ožbukana, zidovi su ukrašeni marmorizacijom, a kupola je oslikana kao nebeski svod. U unutrašnjosti mauzoleja je kameni grob oblikovan poput oltara. Kamen na pročeljima i klesarskim elementima potpuno je dotrajao, pa se od 2007. godine provode zaštitni konzervatorski radovi na građevini. Prostor oko mauzoleja ograđen je visokim kamenim zidom, u koji je 1996. godine, povodom stogodišnjice smrti don Šime Ljubića postavljena bista izlivena u bronci po gipsanom modelu kojeg je izradio kipar Ivan Rendić, a koja se čuva u Muzeju Staroga Grada. Drugi odljev biste postavljen je u Arheološkom muzeju grada Zagreba, kojem je don Šime Ljubić bio utemeljitelj. Mauzolej reprezentativnog oblikovanja jedna je od rijetkih grobišnih građevina centralnog tipa i neoklasičnog oblikovanja na prostoru Dalmacije.

## Zaštita
Mauzolej je zaveden kao nepokretno kulturno dobro - pojedinačno, pravna statusa zaštićena kulturnog dobra, klasificirano kao "memorijalne građevine", pod oznakom Z-6280.

## Galerija
- Mauzolej i bista Šime Ljubića
- Bista Šime Lubića na zidu njegove kuće u Starom Gradu
- Spomen-ploča